# چاه دشت محمدخان ۸
چاه دشت محمدخان ۸ یک منطقهٔ مسکونی در ایران است که در دهستان صحرا واقع شده است.